# 谷真一郎
谷 真一郎（たに しんいちろう、1968年11月13日 - ）は、日本のサッカー指導者、元サッカー選手。現役時代のポジションはフォワード。愛知県出身。

## 経歴
愛知県立西春高等学校から筑波大学を経て、1991年に日立製作所本社サッカー部（のち柏レイソル）に入団した。柏がJリーグに昇格した1995年までプレーし、JFL通算36試合8得点、Jリーグ通算2試合0得点の記録を残した。
筑波大学在籍時の1990年には日本代表にも選ばれ、同年7月のダイナスティカップ・韓国戦に出場している。引退後は柏レイソルのユースコーチ、1999年からは柏のフィジカルコーチを務めた。2002年9月から2007年まではベガルタ仙台のフィジカルコーチ、2008年から2009年までは横浜FCトップチームのフィジカルコーチを務めた。2010年にヴァンフォーレ甲府のフィジカルコーチに就任。2020年からヴァンフォーレ甲府のフィットネスに関わる活動に携わるフィットネス・ダイレクターに就任。
2012年に自身がトレーニング用に改良したラダー「タニラダー」の販売開始し、スポーツにおける体の動かし方に特化した講習会などの活動を全国で行っている。

## 所属クラブ
- 愛知県立西春高等学校
- 筑波大学
- 1991年 - 1995年 日立製作所 / 柏レイソル

## 個人成績
| 国内大会個人成績 | 国内大会個人成績 | 国内大会個人成績 | 国内大会個人成績 | 国内大会個人成績 | 国内大会個人成績 | 国内大会個人成績 | 国内大会個人成績  | 国内大会個人成績 | 国内大会個人成績 | 国内大会個人成績 | 国内大会個人成績 |
| 年度             | クラブ           | 背番号           | リーグ           | リーグ戦         | リーグ戦         | リーグ杯         | リーグ杯          | オープン杯       | オープン杯       | 期間通算         | 期間通算         |
| 年度             | クラブ           | 背番号           | リーグ           | 出場             | 得点             | 出場             | 得点              | 出場             | 得点             | 出場             | 得点             |
| 日本             | 日本             | 日本             | 日本             | リーグ戦         | リーグ戦         | JSL杯/ナビスコ杯 | JSL杯/ナビスコ杯  | 天皇杯           | 天皇杯           | 期間通算         | 期間通算         |
| ---------------- | ---------------- | ---------------- | ---------------- | ---------------- | ---------------- | ---------------- | ----------------- | ---------------- | ---------------- | ---------------- | ---------------- |
| 1991-92          | 日立             | 18               | JSL1部           | 21               | 3                | 3                | 1                 |                  |                  |                  |                  |
| 1992             | 日立             | 18               | 旧JFL1部         | 17               | 7                | -                | -                 |                  |                  |                  |                  |
| 1993             | 柏               | 18               | 旧JFL1部         | 9                | 0                | 5                | 1                 | 1                | 0                | 15               | 1                |
| 1994             | 柏               | 18               | 旧JFL            | 10               | 1                | 0                | 0                 | 0                | 0                | 10               | 1                |
| 1995             | 柏               | -                | J                | 2                | 0                | -                | -                 | 0                | 0                | 2                | 0                |
| 通算             | 日本             | 日本             | J                | 2                | 0                | -                | -                 | 0                | 0                | 2                | 0                |
| 通算             | 日本             | 日本             | JSL1部           | 21               | 3                | 3                | 1\|\|\|\|\|\|\|\| |                  |                  |                  |                  |
| 通算             | 日本             | 日本             | 旧JFL1部         | 36               | 8                | 5                | 1\|\|\|\|\|\|\|\| |                  |                  |                  |                  |
| 総通算           | 総通算           | 総通算           | 総通算           | 59               | 11               | 8                | 2\|\|\|\|\|\|\|\| |                  |                  |                  |                  |

## 代表歴

### 試合数
- 国際Aマッチ: 1試合出場 0得点 (1990)

| 日本代表 | 国際Aマッチ | 国際Aマッチ | その他 | その他 | 期間通算 | 期間通算 |
| 年       | 出場        | 得点        | 出場   | 得点   | 出場     | 得点     |
| -------- | ----------- | ----------- | ------ | ------ | -------- | -------- |
| 1990     | 1           | 0           | 0      | 0      | 1        | 0        |
| 通算     | 1           | 0           | 0      | 0      | 1        | 0        |

### 出場
| No. | 開催日         | 開催都市 | スタジアム | 対戦相手 | 結果 | 監督     | 大会               |
| --- | -------------- | -------- | ---------- | -------- | ---- | -------- | ------------------ |
| 1.  | 1990年07月27日 | 北京     |            | 韓国     | ●0-2 | 横山謙三 | ダイナスティカップ |

## 指導歴
- 1995年 - 2002年 柏レイソル
  - 1995年 - 1999年 ユース コーチ
  - 1999年 - 2002年 トップチーム フィジカルコーチ
- 2002年9月 - 2007年 ベガルタ仙台 フィジカルコーチ
- 2008年 - 2009年 横浜FC フィジカルコーチ
- 2010年 - ヴァンフォーレ甲府
  - 2010年 - 2019年 トップチーム フィジカルコーチ
  - 2020年 - アカデミー フィットネスダイレクター

## 著書
- 『サッカーが劇的にうまくなるタニラダー・メソッド』扶桑社、2017年。ISBN 9784594076887。